# Smack My Bitch Up
Singles de The Prodigy
Breathe
(1996) Baby's Got a Temper
(2002)
Clip vidéo
Smack My Bitch Up sur Vimeo
Smack My Bitch Up est une chanson du groupe de musique électronique The Prodigy, douzième single du groupe paru le 17 novembre 1997. Ce single est le troisième et dernier de l'album The Fat of the Land.

## Paroles et samples
Les paroles « Change my pitch up / Smack my bitch up » sont répétées tout au long de la chanson.
Les samples vocales sont reprises de Give the Drummer Some du groupe Ultramagnetic MCs.
Les paroles originales, enregistrées par le rappeur Kool Keith, sont « Switch up change my pitch up/ Smack my bitch up like a pimp ». À noter que, précédemment, Kool Keith avait déjà été samplé par le groupe pour la chanson Out of Space.
La voix féminine de l'enregistrement est interprétée par Shahin Badar.
Smack My Bitch Up a également été réalisé à l'aide de samples de Funky Man des Kool and The Gang, In Memory Of  de Randy Weston, Bulls on Parade de Rage Against the Machine et de House of Rising Funk d'Afrique.

## Clip
Le clip de Smack My Bitch Up, réalisé par le suédois Jonas Åkerlund, est filmé en caméra subjective et se déroule dans une ville la nuit. On assiste à des scènes de conduite en état d'ivresse, de prise de cocaïne, de violence, de vandalisme, de nudité et de sexe. L'individu ramène une strip-teaseuse, interprétée par le top Teresa May, chez lui et a un rapport sexuel avec elle. Ensuite, le protagoniste se regarde dans un miroir révélant ainsi que c'est une femme.
La version non modifiée contient également une scène de prise d'héroïne et de délit de fuite.

## Controverse
La chanson fut durement critiquée pour son caractère jugé misogyne, et ce plus particulièrement par des groupes féministes tels que l'organisation américaine National Organization for Women accusant le groupe d'encourager la violence envers les femmes.
En 2010, la chanson a été élue comme la plus controversée de tous les temps dans un sondage réalisé par PRS for Music.
Smack My Bitch Up fut interdit de diffusion sur la BBC et la version non censurée ne fut passée que sur Radio 1. En ce qui concerne le clip, il fut banni par la quasi-totalité des médias à travers le monde. 
Ce morceau du groupe anglais dépasse ainsi au rang des morceaux à polémique God Save the Queen des Sex Pistols, le sulfureux Relax de Frankie Goes to Hollywood ou encore Kim d’Eminem.

## Dans la culture populaire
- Richard Cheese and Lounge Against the Machine reprend la chanson dans son album Lounge Against the Machine, sortit en 2000.
- La chanson apparaît dans le film Charlie et ses drôles de dames sorti en 2000, cependant elle n'est pas créditée. On retrouve également Smack My Bitch Up dans Scary Movie 2 comédie sortie en 2001.
- Le réalisateur Mike Nichols utilise le morceau dans son film  Closer, entre adultes consentants.
- Dans les séries Being Human : La Confrérie de l'étrange et Chuck.
- L'artiste anglais de Drum and bass Nick Douwa (mieux connu sous le nom de Sub Focus) a produit un remix de Smack My Bitch Up.
- Aussi apparu dans un bref passage de la série Misfits (saison 1).
- Le morceau est utilisé dans le film L'amour dure trois ans de Frédéric Beigbeder, sorti en 2012.
- Le titre apparait dans le film Kill Your Friends réalisé par Owen Harris, sorti en 2015.
- Le titre apparait régulièrement dans des installateurs warez de jeux vidéo publiés par l'équipe CODEX.

## Format et liste de pistes

### XL Recordings

#### 12" vinyl record
1. Smack My Bitch Up (LP version) – 5:42
2. One Man Army (Featuring Tom Morello) – 4:44
3. Smack My Bitch Up (DJ Hype remix) – 7:17
4. Mindfields (Headrock dub) – 4:34

#### CD single
1. Smack My Bitch Up (Edit) – 4:45
2. One Man Army (Featuring Tom Morello) – 4:44
3. Mindfields (Headrock Dub) – 4:34
4. Smack My Bitch Up (DJ Hype Remix) – 7:17

### Maverick Records

#### 12" vinyl recordBlack Sleeve
A1. Smack My Bitch Up (Album Version) – 5:43
A2. Mindfields (Headrock Dub) – 4:35
B1. Smack My Bitch Up (DJ Hype Remix) – 7:17

#### 12" vinyl record
A1. Smack My Bitch Up (LP Version) – 5:42
A2. One Man Army (Featuring Tom Morello) – 4:44
B1. Mindfields (Headrock Dub) – 4:34
B2. Smack My Bitch Up (DJ Hype Remix) – 7:17

#### Digipak
1. Smack My Bitch Up (Edit) – 4:45
2. One Man Army (Featuring Tom Morello) – 4:44
3. Mindfields (Headrock Dub) – 4:34
4. Smack My Bitch Up (DJ Hype Remix) – 7:17

Le Digipak fut enregistré en coopération avec Sire Records.